# Луїсбург (Нова Шотландія)
Луісбурґ — неінкорпорована громада та колишнє місто в регіональному муніципалітеті Кейп-Бретон, Нова Шотландія.

## Історія

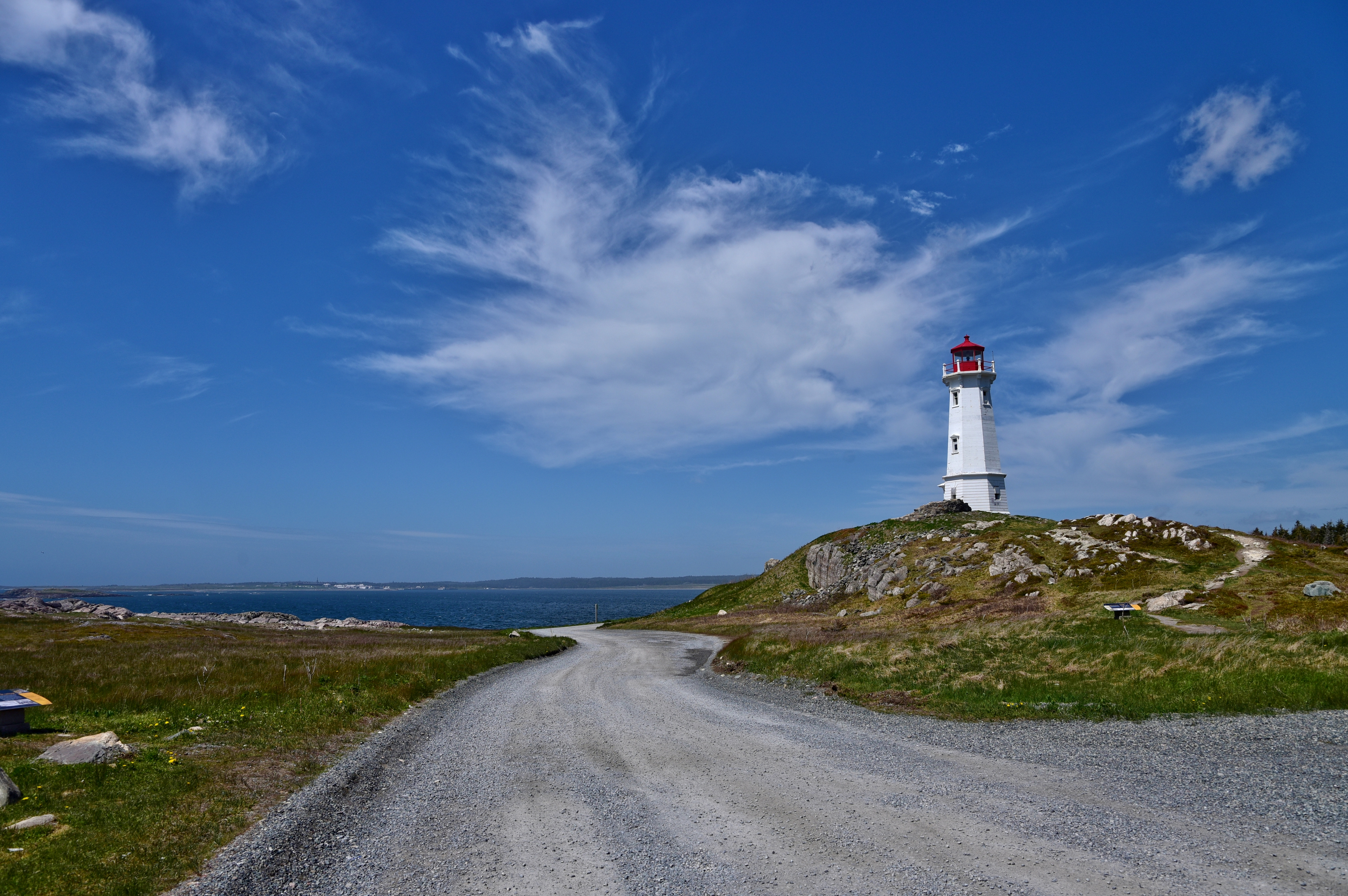
Луісбурзький маяк, збудований у 1924 році

Французькі військові заснували фортецю Луісбурґ в 1713 році та її укріплений морський порт на південно-західній частині гавані, назвавши її на честь Людовіка XIV . Гавань використовувалась європейськими моряками, принаймні, з 1590-х років, коли вона була відома як English Port чи Havre à l'Anglois. Французьке поселення датується 1713 роком. Поселення було спалене першого дня, коли британці висадились під час облоги Луісбурґа (1745). Французи були тероризовані і покинули Велику Батарею, яку англійці зайняли наступного дня. Форт був повернутий Франції за угодою в 1748 році, але знову захоплений британцями в 1758 році.
Після захоплення в 1758 р. його укріплення було зруйновано в 1760 р., а містечко покинуте британськими військами в 1768 р. Невелике цивільне населення продовжувало там жити і після від'їзду військових. 
Згодом англійські поселенці побудували невелике рибальське селище на другому березі затоки від покинутого місця фортеці. Село повільно росло з додатковими поселенцями-лоялістами в 1780-х роках. Гавань стала доступнішою після будівництва другого маяка в Луісбурзі в 1842 році на місці ориґінального французького маяка, зруйнованого в 1758 році. Залізницю вперше спорудили до Луісбурґа в 1877 році, але вона була погано збудована і закинута після лісової пожежі. Однак побудова Сіднейсько-Луїсбурзької залізниці (англ. Sydney and Louisburg Railway) в 1894 році принесла великі обсяги експорту вугілля до незамерзаючої гавані Луісбурґа, як зимового вугільного порту. Гавань була використана канадським урядовим кораблем "Montmagny" в 1912 році для вивантаження тіл людей із затонулого  Титаніка. У 1913 році компанія Марконі створила тут трансатлантичну радіопередавальну станцію.

Місто Луісбурґ було інкорпороване в 1901 р., але пізніше втратило статус міста, коли всі муніципальні одиниці в окрузі Кейп-Бретон були об’єднані в єдиний регіональний муніципалітет в 1995 р.

## Назва
Вимовляється "Люїсбурґ" здебільшого англомовним населенням, нинішнє поселення позначалось дещо різними написами протягом багатьох років як місцевими жителями, так і відвідувачами. Спочатку місто писалося Louisburg, і кілька компаній, у тому числі Сіднейсько-Луісбурзька залізниця, вживали цей правопис. 6 квітня 1966 р. Законодавча палата Нової Шотландії прийняла "Закон про зміну назви міста Луісбурґа", в результаті якого місто змінило свою офіційну назву на оригінальну французьку транскрипцію Louisbourg. Оригінальна українська транскрипція наведена в Газетирі як Луїсбурґ, зустрічається також Луїсбург.

## Економіка
В економіці Луісбурґа переважає індустрія сезонного туризму та переробка морепродуктів. Виснаження запасів рибної сировини негативно вплинуло на місцеві рибні підприємства в останні десятиліття.
У 1960-х рр. Парки Канади завершили часткову реконструкцію фортеці Луісбурґ. Сьогодні це національне історичне місце Канади є домінуючим економічним двигуном міста, що працевлаштовує багато жителів та залучає тисячі туристів щороку. Фортеця проводить масштабні історичні реконструкції кожні кілька років, щоб відзначити важливі історичні події та залучити відвідувачів до міста. В останній з них у липні 2008 р. відзначалося 250-річчя першої перемоги британської облоги над французькими військами в липні 1758 р.. Пізніша історія міста представлена у залізничному музеї Сіднея та Луісбурґа, який міститься у відреставрованому залізничному вокзалі в центрі міста.
Щорічно в громаді проводиться Луісбурзький крабовий фестиваль.  Біля поселення планується розбити велике поле для гольфу та житловий курорт; спланований Ніком Фальдо, курорт, як очікувалося, мав відкритися в 2010 році, але розвиток зупинився через рецесію.
У Луісбурзі знаходиться Луісбурзький театр, — театральна компанія, що працює в єлизаветинському театрі, який використовувався як реквізит у фільмі Діснея "Скванто: казка воїна" 1994 року.

## Клімат
Луісбурґ знаходиться у вологому континентальному кліматі, який зазнає впливу моря (класифікація Кеппена за кліматом Dfb ). Найвища температура, коли-небудь зафіксована в Луісбурзі, становила 34,0 °C (93 °F) 2 вересня 2010 р. та 15 липня 2013 р.. Найхолодніша температура, коли-небудь зафіксована, становила −26,0 °C (−15 °F) 18 січня 1982 р.

## В літературі
- Луісбурґ (під назвою "Луїсберґ") згадувався в оповіданні Натаніеля Готорна «Перо на вершині».
- Місто також є головним середовищем для роману Томаса Реддалла 1946 року «Роджер Садден».
- Місто Луісбурґ згадується в Євангеліні Генрі Лонґфелло.
- Фільм «Танцюй цей вальс» 2011 року починається зі сцени реконструкції з фортеці та маяка у кількох ракурсах.

## Подальше читання
- Johnston, A.J.B. (2013). Louisbourg: Past, Present, Future. Halifax: Nimbus Publishing. ISBN 978-1-771080-52-1.
- Jedidiah Morse (1797). Louisbourg. The American Gazetteer. Boston, Massachusetts: At the presses of S. Hall, and Thomas & Andrews. OL 23272543M.
- Louisburg . // The American Cyclopædia. 1879.